# Бичово
Вижте пояснителната страница за други значения на Бичово.
Бичово (на гръцки: Πετρότοπος, Петротопос, до 1927 година, Μπίτσοβο, Бицово, катаревуса Μπίτσοβον, Бицовон) е обезлюдено село в Република Гърция, разположено на територията на дем Драма, област Източна Македония и Тракия.

## География
Бичово се намира на югозападните склонове на Родопите и попада в историко-географската област Чеч. Съседните му села са Русково, Колюш, Глум, Орхово, Черешово и Радишани. Селото е разположено между Русковската река (Орова) и Пигова. На север от селото са възвишенията Каридес с най-висока точка 1179 m.

## История

### В Османската империя
В подробен регистър на санджака Паша от 1569-70 година е отразено данъкоплатното население на Бичово (Пичово) както следва: мюсюлмани - 6 семейства и 10 неженени. Отбелязано е също, че край селото съществува действащ манастир на калугерите от Верия.
Съгласно статистиката на Васил Кънчов („Македония. Етнография и статистика“) към 1900 година Бичово е българомохамеданско селище. В него живеят 237 българи мохамедани в 50 къщи.

### В Гърция
През Балканската война в 1912 година в селото влизат български части. След Междусъюзническата война в 1913 година Бичово попада в Гърция.
През 1923 година жителите на Бичово са изселени насилствено в Турция и са настанени в село Хъсърджъарнавудкьой (област Одрин, община Мерич), Турция. През 1927 година името на селото е сменено от Бичово (Μπίτσοβον) на Петротопос (Πετρότοπος), което означава „Каменно място“. Към 1928 година в Бичово са заселени 9 гръцки семейства с 22 души - бежанци от Турция. Поради отдалечеността на селото и отсъствието на училище и църква, бежанците се изселват.
| Година    | 1913 | 1920 | 1928 | 1940 | 1951 | 1961 | 1971 | 1981 | 1991 | 2001 | 2011 | 2021 |
| --------- | ---- | ---- | ---- | ---- | ---- | ---- | ---- | ---- | ---- | ---- | ---- | ---- |
| Население | 329  | 248  | 38   |      |      |      |      |      |      |      |      |      |